# Họ Cá thu ngừ
Họ Cá thu ngừ hay họ Cá bạc má (danh pháp khoa học: Scombridae) là một họ cá, bao gồm cá thu, cá ngừ và vì thế bao gồm nhiều loài cá có tầm quan trọng kinh tế-thương mại lớn cũng như là các loại cá thực phẩm thông dụng. Họ này có khoảng 55 loài trong 15 chi. Tên gọi thu ngừ là từ ghép của cá thu và cá ngừ.
Các loài cá này có hai vây lưng, mỗi vây này có thể bị suy giảm thành các đường khía trên lưng và một loạt các vây nhỏ (gai) giữa vây lưng sau và vây hậu môn với đuôi. Phần gốc đuôi mảnh dẻ và vây đuôi bị phân chia mạnh. Kích thước của các loài dao động lớn, từ khoảng 20 cm ở cá thu đảo tới 458 cm được ghi nhận ở cá ngừ vây xanh phương bắc.
Các loài cá thu, cá ngừ nói chung là các loài cá ăn thịt của đại dương, và chúng có khả năng có tốc độ di chuyển đáng kể.
Một số thành viên trong họ này, cụ thể là các loài cá ngừ, là đáng chú ý vì khả năng thu nhiệt (động vật máu nóng).
Điển hình cho họ này là chi cá bạc má (Rastrelliger) phân bố ở vùng biển nhiệt đới thuộc Ấn Độ Dương và Tây Thái Bình Dương, trong đó có vùng biển Việt Nam. Ở Việt Nam, cá phân bố dọc theo vùng ven bờ biển, ở độ sâu từ 12 – 100 m, nhưng chủ yếu tập trung ở độ sâu 25 – 70 m.
Những loài thuộc chi này thường sống thành đàn lớn, vào gần bờ khi chuyển gió mùa. Loài hay gặp ở biển Việt Nam là cá bạc má (Rastrelliger kanagurta) và cá bạc má ngắn vây (R. chrysozonus). Thuộc họ cá bạc má, còn có chi cá thu (Scomber), thường được gọi là cá thu bạc má. Tất cả các loài cá bạc má đều có giá trị kinh tế lớn. Lưu ý rằng ngư dân nhiều vùng còn gọi chi cá trác (Selar), họ Cá khế (Carangidae) là cá bạc má.
Ở Việt Nam, cá bạc má còn được các ngư dân gọi là cá ba thú. Người ta gọi cá ba thú là loại cá nhỏ khoảng 3 ngón tay xếp ngang trở lại, còn loại từ ba ngón tay trở lên thì người ta gọi là cá bạc má. Chủng loại gần chúng là: cá song, cá ngân bột, cá thu ngừ, cá lem, cá thu, cá ngừ, cá ảo, cá chao cháo (mắt lồi).

## Phân loại
Jordan, Evermann và Clark (1930) phân chia các loài cá này thành bốn họ là Cybiidae, Katsuwonidae, Scombridae (nghĩa hẹp) và Thunnidae, nhưng trong bài này thì chúng được phân chia theo FishBase và đặt trong một họ duy nhất là Scombridae (nghĩa rộng).
Theo truyền thống họ này nằm trong phân bộ Scombroidei của bộ Perciformes, nhưng gần đây Betancur et al. (2013, 2014) đã chuyển nó sang bộ mới tạo ra là Scombriformes, chỉ có quan hệ họ hàng xa với Perciformes nghĩa mới.
Ở đây liệt kê khoảng 54 loài trong 15 chi:
- Chi Acanthocybium
  - Acanthocybium solandri (Cuvier, 1832): Wahoo.
- Chi Allothunnus
  - Allothunnus fallai Serventy, 1948: Cá ngừ thân mảnh.
- Chi Auxis
  - Auxis brachydorax Collette & Aadland, 1996
  - Auxis eudorax Collette & Aadland, 1996
  - Auxis rochei (Rafinesque, 1810): Cá ngừ ồ
  - Auxis thazard (Lacepède, 1800): Cá ngừ chù, cá ngừ dẹt
- Chi Cybiosarda
  - Cybiosarda elegans (Whitley, 1935) Cá ngừ nhảy.
- Chi Euthynnus
  - Euthynnus affinis (Cantor, 1849): Cá ngừ chấm, cá ngừ Đài Loan.
  - Euthynnus alletteratus (Rafinesque, 1810): Cá ngừ nhỏ.
  - Euthynnus lineatus Kishinouye, 1920: Cá ngừ sọc đen.
- Chi Gasterochisma
  - Gasterochisma melampus Richardson, 1845: Cá thu bướm.
- Chi Grammatorcynus
  - Grammatorcynus bicarinatus (Quoy & Gaimard, 1825): Cá thu mập.
  - Grammatorcynus bilineatus (Rüppell, 1836): Cá thu vạch kép.
- Chi Gymnosarda
  - Gymnosarda unicolor (Rüppell, 1836): Cá ngừ răng chó.
- Chi Katsuwonus
  - Katsuwonus pelamis (Linnaeus, 1758): Cá ngừ vằn.
- Chi Orcynopsis
  - Orcynopsis unicolor (Geoffroy Saint-Hilaire, 1817): Cá ngừ phẳng.
- Chi Rastrelliger
  - Rastrelliger brachysoma (Bleeker, 1851): Cá ba thú hay cá thu ngắn.
  - Rastrelliger faughni Matsui, 1967: Cá thu đảo.
  - Rastrelliger kanagurta (Cuvier, 1816), đồng nghĩa: R. chrysozonus: Cá bạc má.[5]
- Chi Sarda
  - Sarda australis (Macleay, 1881): Cá ngừ Australia.
  - Sarda chiliensis (Cuvier, 1832): Cá ngừ đông Thái Bình Dương.
  - Sarda lineolata (Girard, 1858): Cá ngừ Thái Bình Dương.
  - Sarda orientalis (Temminck & Schlegel, 1844): Cá ngừ sọc dưa.
  - Sarda sarda (Bloch, 1793): Cá ngừ Đại Tây Dương.
- Chi Scomber
  - Scomber australasicus Cuvier, 1832: Cá thu lam.
  - Scomber colias Gmelin, 1789: Cá thu bống Đại Tây Dương.
  - Scomber japonicus Houttuyn, 1782: Cá thu bống, cá sa ba.
  - Scomber scombrus Linnaeus, 1758: Cá thu Đại Tây Dương.
- Chi Scomberomorus
  - Scomberomorus brasiliensis Collette, Russo & Zavala-Camin, 1978: Cá thu Tây Ban Nha Serra.
  - Scomberomorus cavalla (Cuvier, 1829): Cá thu vua.
  - Scomberomorus commerson (Lacépède, 1800): Cá thu Tây Ban Nha sọc hẹp.
  - Scomberomorus concolor (Lockington, 1879): Cá thu Tây Ban Nha Monterey.
  - Scomberomorus guttatus (Bloch & Schneider, 1801): Cá thu chấm.
  - Scomberomorus koreanus (Kishinouye, 1915): Cá thu Triều Tiên.
  - Scomberomorus lineolatus (Cuvier, 1829): Cá thu sọc.
  - Scomberomorus maculatus (Couch, 1832): Cá thu Tây Ban Nha Đại Tây Dương.
  - Scomberomorus multiradiatus Munro, 1964: Cá thu Papua.
  - Scomberomorus munroi Collette & Russo, 1980: Cá thu đốm Australia.
  - Scomberomorus niphonius (Cuvier, 1832): Cá thu Nhật Bản.
  - Scomberomorus plurilineatus Fourmanoir, 1966: Cá thu Kanadi.
  - Scomberomorus queenslandicus Munro, 1943: Cá thu Queensland.
  - Scomberomorus regalis (Bloch, 1793): Cá thu Cero.
  - Scomberomorus semifasciatus (Macleay, 1883): Cá thu vua sọc rộng.
  - Scomberomorus sierra Jordan & Starks, 1895: Cá thu sierra Thái Bình Dương.
  - Scomberomorus sinensis (Lacépède, 1800): Cá thu Trung Quốc.
  - Scomberomorus tritor (Cuvier, 1832): Cá thu Tây Phi.
- Chi Thunnus
  - Thunnus alalunga (Bonnaterre, 1788): Cá ngừ thịt trắng (Albacore).
  - Thunnus albacares (Bonnaterre, 1788): Cá ngừ vây vàng.
  - Thunnus atlanticus (Lesson, 1831): Cá ngừ vây đen.
  - Thunnus maccoyii (Castelnau, 1872): Cá ngừ vây xanh phương nam.
  - Thunnus obesus (Lowe, 1839): Cá ngừ mắt to.
  - Thunnus orientalis (Temminck & Schlegel, 1844): Cá ngừ vây xanh Thái Bình Dương.
  - Thunnus thynnus (Linnaeus, 1758): Cá ngừ vây xanh phương bắc.
  - Thunnus tonggol (Bleeker, 1851): Cá ngừ đuôi dài.

## Đặc điểm sinh học
Cá bạc má có thân hình thuôn dài, hơi dẹt bên. Ở Việt Nam, cá bạc má đánh bắt được có chiều dài dao động từ 72 đến 280 mm, trung bình 209 mm. Chiều dài đánh bắt ở các vùng biển khác nhau cũng khác nhau, ở vùng biển Vũng Tàu là 72 đến 295 mm, ở Côn Đảo là từ 62 đến 260 mm. Còn ở vùng biển Phan Thiết từ 135 đến 295 mm. Phương trình tương quan chiều dài - khối lượng cá bạc má có dạng: W = 0,084 x L x 2,23
Cá bạc má có vây đuôi mảnh, có 2 đến 3 gờ da nổi mỗi bên. Hai vây lưng rời nhau. Sau vây lưng thứ hai và vây hậu môn có các vây phụ. Vây ngực chúng nằm cao, cá bơi nhanh và khoẻ, thích hợp với lối sống di cư xa.
Các bạc má sống từng đàn rất đông vì chủng loại này đi từng bầy không rải rác như các loại cá biển khác. Ban đêm chúng di chuyển trông như một vầng kim quang dưới biển (ngời cá). Cá bạc má có hiện tượng di cư thảng đứng ngày đêm thể hiện khá rõ. Sản lượng cá đánh được bằng lưới kéo đáy cao nhất là vào lúc bình minh và giữa trưa, còn lưới kéo tầng cao nhất là từ 20 đến 24 giờ đêm.
Bạc má là loại cá ăn bọt nước hoặc sứa biển, chúng ăn động vật nổi (giáp xác, cá con). Cá bạc má chủ yếu ăn động vật phù du và một thực vật phù du. Trong số động vật phù du, Oncaea chiếm 39,8%, Copepoda 11,4%, Megalopa larva 9,4% vv... Trong thực vật phù du thì tảo khuê gồm 21 giống chiếm tới 89,7%, Coscinodiscus 22,9%, Nitzschia 11,2% vv... Cường độ bắt mồi của cá cái cao hơn cá đực, cá chưa chín muồi sinh dục cao hơn cá trưởng thành.
Ở Việt Nam, cá bạc má đánh bắt được thuộc 4 nhóm tuổi, trong đó cá nhóm 2 tuổi chiếm ưu thế và chiếm khoảng 64,4%. Cá nhóm 1 tuổi chiếm 19,7%. Cá nhóm 3 tuổi chiếm 12,0% và cá nhóm 4 tuổi chiếm 3,9%.
Cá bạc má sinh trưởng rất nhanh trong năm đầu và đạt trung bình 113 mm. Từ năm thứ 2, tốc độ tăng trưởng chậm dần. Mùa sinh sản của cá bạc mà kéo dài từ cuối mùa khô (tháng ba) cho đến cuối mùa mưa (tháng mười hai) với hai đỉnh đẻ rộ vào tháng 3 – 6 và tháng 9 – 10. Chiều dài khi cá đi đẻ lần đầu dao động từ 140 mm đến 200 mm. Nhiệt độ nước biển bề mặt thích hợp cho cá đi đẻ là 26–27,5 °C và độ mặn 3,0–3,4%.

## Việc đánh bắt ở Việt Nam
Ở Việt Nam, cá bạc má là một trong những loài luôn chiếm vị trí hàng đầu về tỷ lệ trong sản lượng cá nổi nhỏ, và là loài cá được tiêu thụ nhiều trong thị trường nội địa, không những chỉ cho cộng đồng dân cư ven biển mà còn cung cấp nguồn đạm động vật cho cộng đồng dân cư ở vùng sâu, vùng xa, miền núi.
Thành phần sản lượng của cá bạc má trong nghề lưới vây của các vùng biển có sự biến động tương đối lớn qua 3 năm đánh bắt, trong sản lượng của nghề lưới vây của tỉnh Bình Thuận (Đông Nam Bộ) và Nghệ An (vịnh Bắc Bộ) chiếm 12,4% và 9,3%.
Sản lượng và năng suất đánh bắt của cá bạc má của 3 vùng biển biến động rất lớn theo các tháng đánh bắt. ở vùng biển vịnh Bắc Bộ và Đông Nam Bộ, các tháng cho sản lượng cá bạc má cao nằm trong thời kỳ gió mùa Đông Bắc.
Tổng sản lượng khai thác cá Bạc má của nghề lưới vây là 4.842 tấn/năm ở vùng biển vịnh Bắc Bộ, 4.050 tấn/năm ở Trung Bộ và cao nhất ở Đông Nam Bộ là 6.560 tấn/năm.
Phân bố, biến động sản lượng cá bạc má thể hiện rõ theo mùa gió mùa, theo chu kỳ ngày-đêm và theo dải độ sâu. Chiều dài cá đánh bắt thích hợp nhất của cá Bạc má ở 3 vùng biển nghiên cứu là nhóm cá trên 2 tuổi, dao động từ 200 – 220 mm.
Ở vùng biển Trung Bộ, để thu được sản lượng bền vững tối đa và hiệu quả kinh tế cao hơn, không nên vượt quá cường lực hiện tại và đối với vùng biển Đông Nam Bộ cần giảm cường lực khai thác đi khoảng 10% so với cường lực hiện tại. Còn ở vùng biển vịnh Bắc Bộ, có thể gia tăng cường lực khai thác, nhưng sản lượng sẽ tăng không đáng kể.

### Sản lượng và năng suất đánh bắt
Ở vùng biển vịnh Bắc Bộ, năng suất đánh bắt của các đội tàu và sản lượng khai thác tương đối cao và biến động rất lớn qua các tháng khai thác. Cá bạc má cho sản lượng khai thác và năng suất đánh bắt cao trong các tháng 1, 2, 3, 9, 10, 11 và 12.
Ở vùng biển Trung Bộ, năng suất đánh bắt và sản lượng khai thác của cá bạc má ở vùng biển này cũng tương tự như vùng biển vịnh Bắc Bộ, biến động rất lớn qua các tháng khai thác. Mùa vụ đánh bắt ở vùng biển này rất hạn chế thay đổi theo từng năm khai thác và phụ thuộc chủ yếu vào điều kiện khí hậu, nên có những tháng không có sản lượng.
Ở vùng biển Đông Nam Bộ, giống các vùng biển trên, năng suất đánh bắt và sản lượng khai thác của cá bạc má biến động rất lớn theo thời gian. Các tháng 1, 2, 3, 10, 11 và 12 đều là những tháng cho sản lượng và năng suất đánh bắt cao so với các tháng khác.

### Tổng sản lượng đánh bắt
Sản lượng cá bạc má của nghề lưới vây của các vùng biển nghiên cứu trên biến động lớn qua các năm khai thác và đều có xu hướng giảm xuống.
Ở vùng biển vịnh Bắc Bộ, đã ước tính được sản lượng cá bạc má là 4.190 tấn trong năm 2003, 6.633 tấn trong năm 2004 và 3.703 tấn trong năm 2005, trung bình khoảng 4.842 tấn. ở vùng biển miền Trung, đã ước tính trong năm 2003 là 2.904 tấn, năm 2004 là 5.428 tấn và năm 2005 là 3.818 tấn, trung bình là 4.050 tấn.
Ở vùng biển Đông Nam Bộ, sản lượng cá bạc má tương đối cao trong năm 2003 là 11.511 tấn đến năm 2005 chỉ còn 3.769 tấn, trung bình là 6.560 tấn.

### Phân bố sản lượng
- Theo dải độ sâu:

Mật độ của cá tăng dần từ độ sâu 20 m đến 50 m, năng suất đánh bắt tăng từ 0,27 kg/giờ đến 0,83 kg/giờ. Tần suất xuất hiện (%) của cá bạc má trong phạm vi này cũng cao hơn ở các độ sâu khác.
Ở những nơi có độ sâu lớn hơn 100 m hầu như không bắt được cá bạc má bằng lưới kéo đáy. Dải độ sâu mà lưới kéo đáy đánh bắt được cá bạc má có năng suất cao nhất là dải độ sâu 30 – 50 m.
- Theo ngày đêm:

Qua sự biến động sản lượng cá bạc má trong các mẻ lưới kéo đáy và các tín hiệu của máy thủy âm, cá bạc má là loài cá nổi tiến hành di cư thẳng đứng theo ngày đêm. Ban ngày chúng thường nằm ở các tầng nước sâu, ban đêm chúng di chuyển dần lên các tầng nước trên.
- Theo mùa gió mùa:

Trong mùa gió Đông Bắc thì khu vực khai thác có sản lượng cá bạc má cao chủ yếu tập trung ở vùng biển vịnh Bắc Bộ và Tây Nam Bộ.
Ở vịnh Bắc Bộ trong mùa này do thời tiết lạnh nên cá tập trung nhiều ở giữa vịnh, ở độ sâu trên 50 m và có xu hướng di chuyển từ phía Bắc vào phía Nam.
Còn trong mùa gió Tây Nam vào khoảng tháng 4 nhiệt độ bắt đầu tăng lên, cá phân bố rộng hơn, rải rác khắp các vùng biển và hướng di chuyển của cá ngược với hướng di chuyển trong mùa gió Đông Bắc, cá đi theo hướng từ phía Nam lên phía Bắc và vào khu vực gần bờ hơn để đẻ.

### Trữ lượng và khả năng khai thác
Trữ lượng cá bạc má ở vùng biển vịnh Bắc Bộ là 6.270 tấn với khả năng khai thác bền vững tối đa MSY là 4.521 tấn, ở vùng biển Trung Bộ là 6.536 tấn với MSY là 5.378 tấn, ở vùng biển Đông Nam Bộ là 6.861 tấn với MSY là 5.475 tấn.
- Vùng biển vịnh Bắc Bộ:

Cá bạc má ở vùng biển vịnh Bắc Bộ với nhóm chiều dài đánh bắt từ 185 – 295 mm được phân tích thành 22 nhóm với khoảng cách chiều dài 5 mm, trong đó các nhóm từ 220 – 270 mm chiếm ưu thế.
Trữ lượng cá bạc má ở vùng biển vịnh Bắc Bộ được xác định là 6.270 tấn, tương ứng 58 triệu con, khả năng khai thác bền vững tối đa (MSY) là 4.521 tấn.
- Vùng biển Trung Bộ:

Trữ lượng được xác định là 6.536 tấn, tương ứng 132 triệu con, khả năng khai thác bền vững tối đa (MSY) là 5.378 tấn. Nhóm chiều dài từ 100 – 180 mm là nhóm cá nhỏ chưa thích hợp cho việc khai thác chiếm đáng kể trong tổng sản lượng là 1.222 tấn, chiếm tới 56,9% tổng số con đánh bắt được.
- Vùng biển Đông Nam Bộ:

Trữ lượng cá bạc má là 6.860 tấn, tương ứng 96 triệu con. Khả năng khai thác bền vững tối đa MSY là 5.475 tấn. Nhóm chiều dài từ 195 – 235 mm chiếm ưu thế.

### Một số địa phương tiêu biểu
- Ở Nghệ An, thành phần sản lượng đánh bắt cá bạc má chiếm tỷ lệ tương đối cao (9,3%) trong tổng sản lượng, đứng thứ hai sau cá Nục sồ (5,7%). Tỷ lệ sản lượng của cá bạc má từ năm 2003 - 2005 biến động không lớn và có xu hướng giảm dần, trong đó năm 2003 chiếm 9,6%, năm 2004 chiếm 9,0% và năm 2005 chiếm 9,3% trong tổng sản lượng khai thác.
- Ở Quảng Nam, thành phần sản lượng cá bạc má đứng thứ 3 chiếm 4,9% trong tổng sản lượng. Tỷ lệ sản lượng cá bạc má của tỉnh này biến động lớn và có xu hướng giảm dần từ năm 2003 đến năm 2005. Trong năm 2003 tỷ lệ sản lượng của cá bạc má là 5,6% đến năm 2005 giảm còn 4,7%.
- Ở Khánh Hoà, thành phần sản lượng của cá bạc má đánh bắt được bằng nghề lưới vây rất thấp so với các tỉnh trên, chỉ chiếm 2,1% trong tổng sản lượng và biến động lớn qua các năm khai thác. Trong năm 2003, thành phần sản lượng cá bạc má chiếm tỷ lệ không đáng kể trong tổng sản lượng khai thác, năm 2004 thành phần sản lượng cá bạc má chiếm 4,2%, năm 2005 chiếm 1,8%.
- Ở Bình Thuận, thành phần sản lượng của cá bạc má đánh bắt được bằng nghề lưới vây của tỉnh Bình Thuận tương đối cao so với các tỉnh trên, chiếm 12,4% đứng thứ 3 sau cá nục sồ (34,8%) và cá nục thuôn (27,4%). Tỷ lệ sản lượng của cá bạc má từ năm 2003 - 2005 biến động lớn và có xu hướng tăng dần: năm 2003 chiếm 7,8%, năm 2004 chiếm 11,9% và năm 2005 chiếm 17,6% trong tổng sản lượng khai thác của nghề lưới vây.
- Ở Bến Tre thành phần sản lượng của cá bạc má đánh bắt được bằng nghề lưới vây của tỉnh Bến Tre chỉ chiếm 4,0% trong tổng sản lượng khai thác, nhưng vẫn đứng thứ 3 sau cá nục sồ (32,8%) và cá nục thuôn (12,2%). Tỷ lệ sản lượng biến động không lớn, năm 2003 chiếm 3,6%, năm 2004 chiếm 2,9% và năm 2005 chiếm 5,5%.[8]